# Лоэ (деревня)
Ло́э (эст. Loe) — деревня в волости Рапла уезда Рапламаа, Эстония. 
До административной реформы местных самоуправлений Эстонии 2017 года входила в состав волости Райккюла. 

## География и описание
Расположена в 51 километре к югу от Таллина и в 14 км к юго-западу от волостного и уездного центра — города Рапла. Высота над уровнем моря — 54 метра.
Официальный язык — эстонский. Почтовые индексы — 78414, 78418.

## Население
По данным переписи населения 2021 года, в деревне проживали 13 человек, все — эстонцы.
Численность населения деревни Лоэ по данным переписей населения:
| Год  | 1959 | 1970 | 1979 | 1989 | 2000 | 2011 | 2021 |
| ---- | ---- | ---- | ---- | ---- | ---- | ---- | ---- |
| Чел. | 37   | → 37 | ↗ 45 | ↗ 78 | ↘ 15 | ↗ 25 | ↘ 13 |

## История
Деревня сформировалась в 1930-х годах, до этого на её территории были сенокосные луга. В 1977 году, в период кампании по укрупнению деревень, с Лоэ была объединена деревня Рыкалу (эст. Rõkalu, в 1871 году упоминается как Rekarro).